# Йонел Ганя
Йонел Ганя (рум. Ioan Ganea, нар. 10 серпня 1973, Фегераш) — румунський футболіст, нападник. Найкращий бомбардир чемпіонату Румунії 1999 року. По завершенні ігрової кар'єри — футбольний тренер.

## Клубна кар'єра
У дорослому футболі дебютував 1994 року виступами за команду клубу «Брашов», в якій провів два сезони, взявши участь у 50 матчах чемпіонату.
Згодом з 1995 по 1999 рік грав у складі команд клубів «Університатя» (Крайова), «Глорія» (Бистриця) та «Рапід» (Бухарест). Протягом цих років виборов титул чемпіона Румунії.
Своєю грою за останню команду привернув увагу представників тренерського штабу клубу «Штутгарт», до складу якого приєднався 1999 року. Відіграв за штутгартський клуб наступні чотири сезони своєї ігрової кар'єри. Більшість часу, проведеного у складі «Штутгарта», був основним гравцем атакувальної ланки команди. За цей час додав до переліку своїх трофеїв два титули володаря Кубка Інтертото.
Протягом 2003—2007 років захищав кольори клубів «Бурсаспор», «Вулвергемптон Вондерерз», «Динамо» (Бухарест) та «Рапід» (Бухарест).
Завершив професійну ігрову кар'єру у клубі «Тімішоара», за команду якого виступав у 2008 році.

## Виступи за збірну
1999 року дебютував в офіційних матчах у складі національної збірної Румунії. Протягом кар'єри у національній команді, яка тривала 8 років, провів у формі головної команди країни 45 матчів, забивши 19 голів.
У складі збірної був учасником чемпіонату Європи 2000 року у Бельгії та Нідерландах. На турнірі він зіграв у трьох матчах своєї збірної і забив 1 гол у ворота збірної Англії, який вивів збірну до чвертьфіналу.

## Титули і досягнення
- Чемпіон Румунії (1):

«Рапід» (Бухарест): 1998-99
- Володар Кубка Інтертото (2):

«Штутгарт»: 2000, 2002
- Найкращий бомбардир чемпіонату Румунії (1): 1998-99